# Black-out (medisch)
De term black-out heeft in medische zin meer dan één betekenis.

## Geheugen
Een black-out is een tijdelijke stoornis van de hersenen. De informatie uit het kortetermijngeheugen wordt dan niet doorgegeven aan het langetermijngeheugen. Met andere woorden: bij een black-out kan men zich niet meer herinneren wat er gebeurd is. Indien dit vaker optreedt, kan het schadelijk zijn voor de hersenen. Ook wanneer men dingen tijdelijk vergeet, wordt dit een black-out genoemd.

### Alcohol
Een black-out kan optreden door bij één gelegenheid heel veel alcohol te drinken. Het gevolg is dat men zich later (meestal de volgende ochtend) niets meer kan herinneren van wat er tijdens het drinken is gebeurd. Alcoholisten kunnen de neiging hebben black-outs te verdoezelen door middel van confabulaties; die neiging is ook een van de symptomen van het syndroom van Korsakov. Het kan ernstige gevolgen hebben voor die persoon zelf, alsook voor derden die daardoor getroffen en in hun aanzien geschaad kunnen worden.

## Zuurstoftekort
De term black-out wordt ook gebruikt voor een tijdelijk verlies van het gezichtsvermogen (het wordt iemand "zwart voor ogen") of van het bewustzijn door een zuurstoftekort, meestal omdat er niet genoeg bloed naar de hersenen gaat. Als dit zuurstoftekort geleidelijk optreedt en het gezichtsvermogen geleidelijk vermindert heet dit wel een grey-out.
- Black-outs bij snel overeind komen gebeuren vaker bij lange mensen. Ook sportiviteit draagt bij aan het risico. Veelal is dit onschadelijk.

- Black-outs bij blootstelling aan grote g-krachten komt vooral voor bij piloten; een aangepast drukpak kan problemen verminderen.

- Black-outs bij vrijduiken (zonder beademingsapparatuur) kunnen komen door zuurstofarm bloed. De remedie is om niet alleen te gaan duiken.